# 马可楼

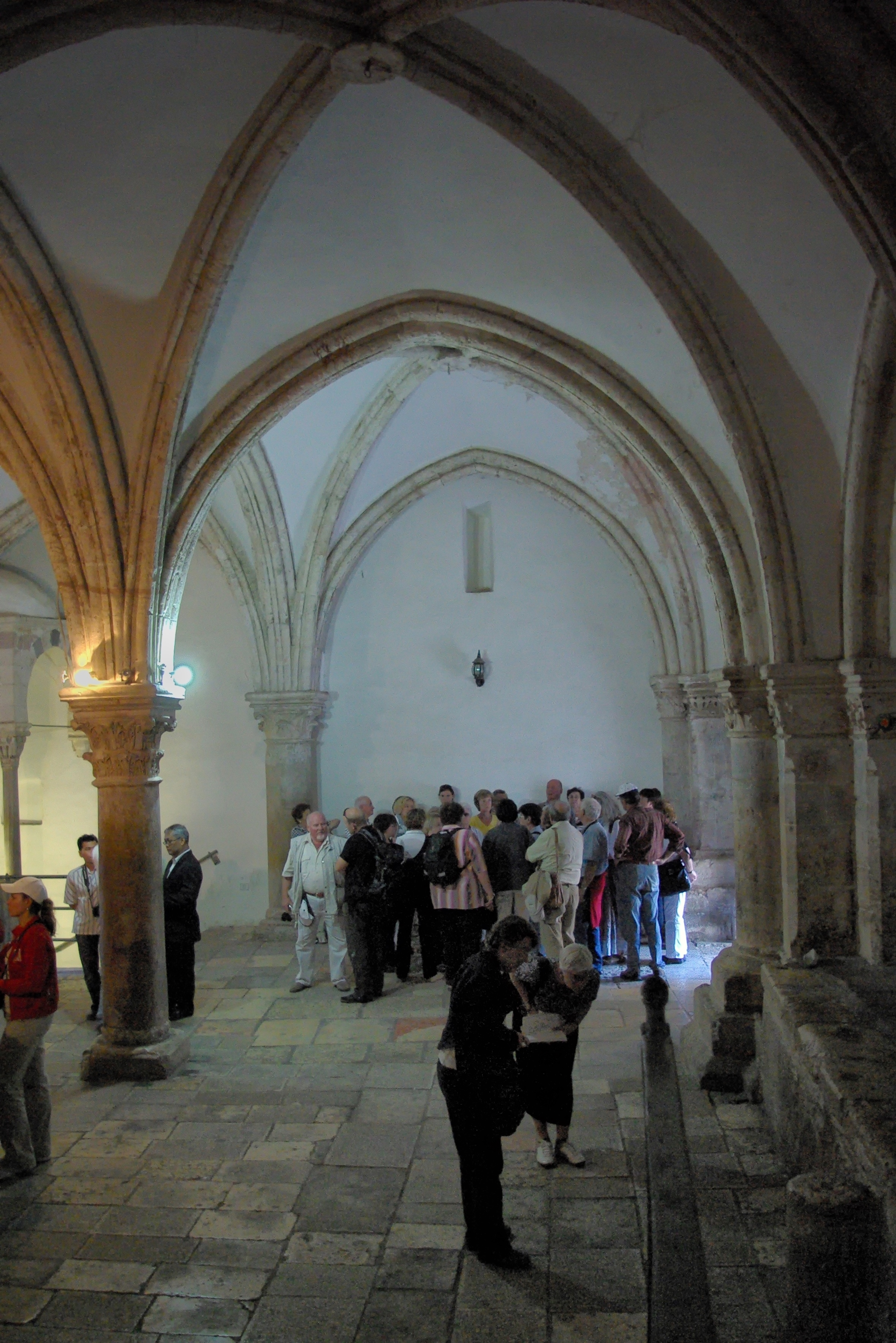
今日马可楼

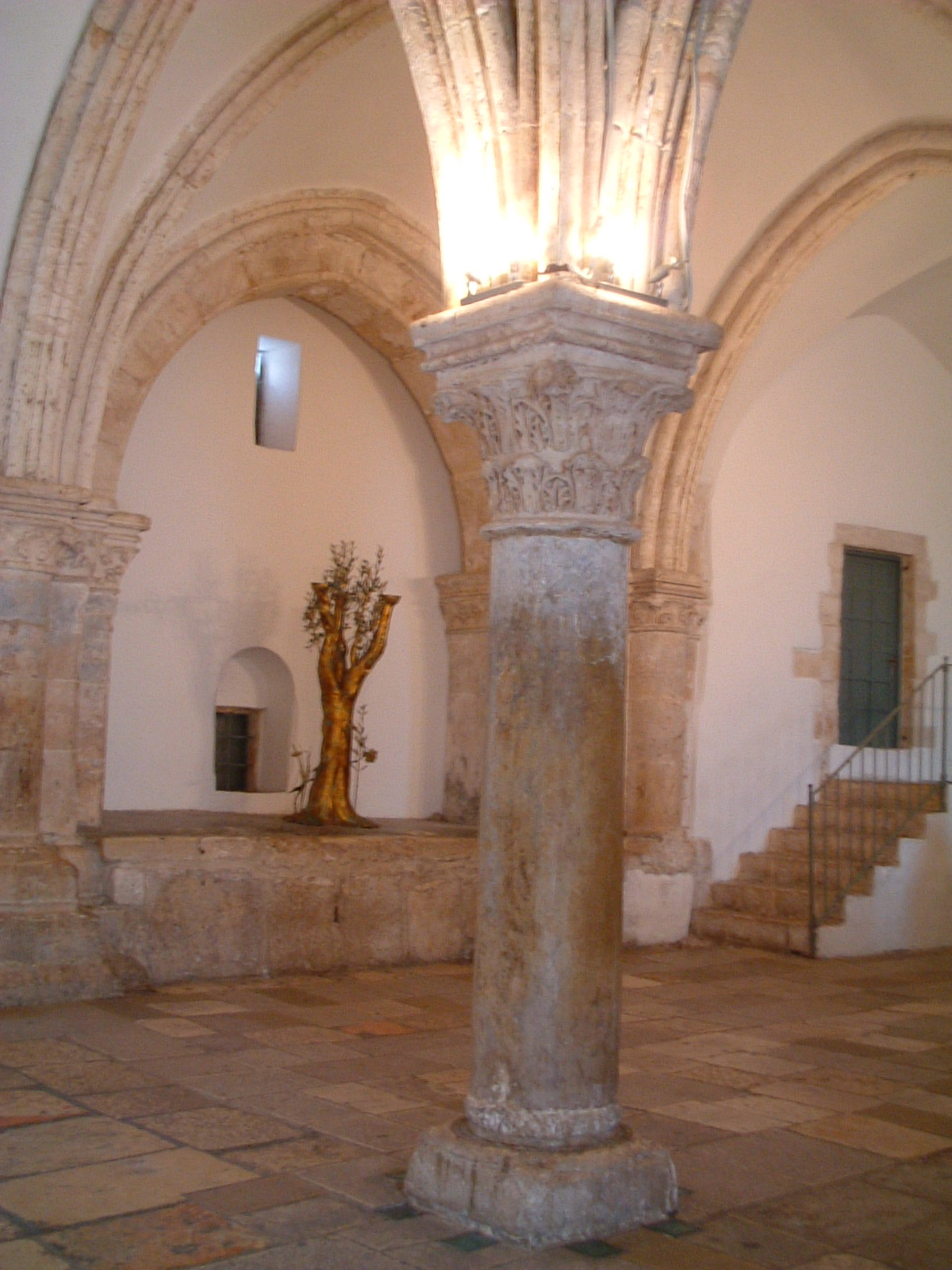
今日马可楼

马可楼，又名晚餐厅（拉丁語：cenaculum），是位於耶路撒冷舊城錫安山的一個房間，為新約聖經中许多事件的发生地点：
- 最后的晚餐
- 耶稣为门徒洗脚[3]
- 耶稣复活后显现[4][5][6]
- 耶稣升天后，门徒在此聚集祷告[7]
- 选出马提亚为使徒[8]
- 在五旬节，圣灵浇灌在门徒身上[9]

天主教百科全书描述此處為第一座基督教堂。